# Codex Robertsbridge

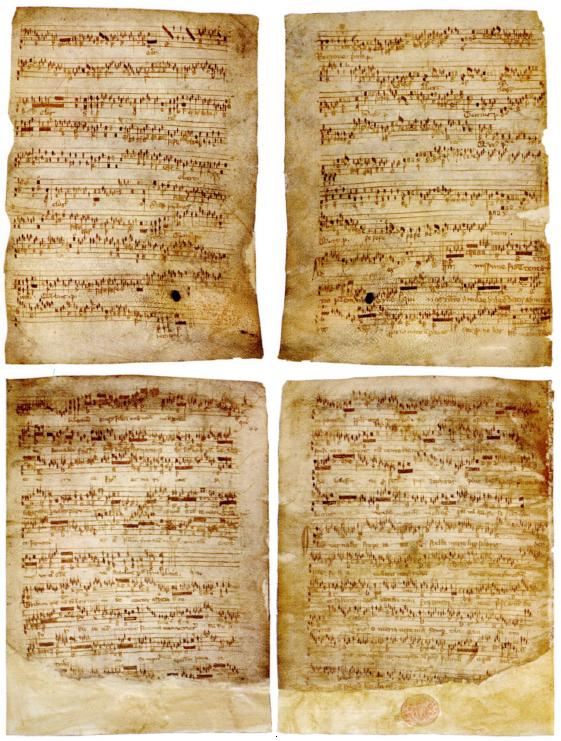
Codex Robertsbridge.

El Codex Robertsbridge (Londres, British Library, Additional 28550) es un manuscrito copiado en el último tercio del siglo XIV que se conserva actualmente en la Biblioteca Británica. Es un libro de registros de la Abadía de Robertsbridge y en dos de sus folios aparecen las piezas musicales más antiguas que se conservan escritas específicamente para teclado. Fue dado a conocer en 1897.

## Obras
La parte musical se encuentra en dos folios escritos por las dos caras situados al final del manuscrito (f. 43-44). Contiene seis obras, tres son estampie y las otras tres son arreglos de motetes. La primera y la última composición están incompletas debido a la pérdida de las otras páginas con música. Toda la música es anónima y está escrita en forma de tablatura. La mayoría de la música de las estampie está escrita para dos voces, con frecuencia en quintas paralelas y usando a menuda la técnica del hoquetus. La voz superior está anotada en neumas en pentagrama, mientras que la inferior se anota debajo mediante letras. Dos de los arreglos de motetes proceden del Roman de Fauvel y son debidos a Philippe de Vitry. Posiblemente las piezas musicales del códice eran tocadas con órgano. Antiguamente se pensaba que el códice había sido copiado hacia 1320, pero recientes investigaciones, sugieren una fecha posterior, un poco después de la mitad del siglo, hacia 1360.
Antiguamente el manuscrito se consideraba de origen italiano y relacionado con la música italiana del trecento, por su contenido y por el uso de las puncti divisionis. Sin embargo, hoy en día, los investigadores lo consideran de origen inglés
A continuación se detallan las obras del manuscrito. Los códigos de la columna de "Grabaciones" se especifican en la sección de "Discografía":
| N.º | Folio  | Obra                                           | Grabaciones                  | Comentarios |
| --- | ------ | ---------------------------------------------- | ---------------------------- | --- |
| 1   | 43     | (sin texto)                                    | ANT, KIN                     | Es una estampie. Está incompleta |
| 2   | 43     | Estampie                                       | MUN, FOL, DUF, BAM, ANT, KIN | |
| 3   | 43v    | Estampie retrove                               | STU, ALC, EAN, DAF, ANT, KIN | |
| 4   | 43v-44 | Adesto sancta trinitas musice modulantibus     | ESL, KIN                     | Intabulación a partir de un motete de Philippe de Vitry procedente del Roman de Fauvel                                                     |
| 5   | 44-44v | Tribum quem non abhorruit indecenter ascendere | LON, SEQ, KIN                | Intabulación a partir de un motete de Philippe de Vitry procedente del Roman de Fauvel                                                     |
| 6   | 44v    | Flos vernalis                                  | KIN                          | Intabulación a partir de un motete. Está incompleta. La voz inferior sigue el texto de un himno sin identificar dedicado a la Virgen María |

## Discografía
- 1973 - [LON] The Art of Courtly Love. French secular music (1300-1475): Machaut, Binchois, Dufay. Early Music Consort of London. David Munrow. Virgin Veritas Edition 61284 (2 CD).
- 1975 - [STU] Musik der Spielleute. Studio der frühen Musik.
- 1976 - [MUN] Instruments of Middle Ages and Renaissance. Early Music Consort of London. David Munrow.
- 1979 - [FOL] A distant mirror. Shakespeare's music. The Folger Consort. Delos DE 1003.
- 1988 - [ESL] Intabulation and Improvisation in the 14th Century. Ensemble Super librum. Sonclair CD JB 128 836.
- 1988 - [SEQ] Philippe de Vitry: Motets and Chansons. Sequentia. Deutsche Harmonia Mundi 77095.
- 1989 - [ALC] Danse Royale. French, Anglo-Norman and Latin songs and dances from the 13th century. Ensemble Alcatraz. Elektra / Nonesuch 7559 79 240-2.
- 1992 - [DUF] A l'estampida. Medieval dance music. The Dufay Collective. AVIE AV 0015.
- 1993 -  [BAM] Die Fräuelein von Franken. Musik und Geschichten aus der Zeit der Minnesänger. Capella Antiqua Bambergensis. Wolfgang Spindler. C.A.B. Records CAB-06.
- 1994 - [EAN] Rue des Jugleors. Jongleurs, ménestrels et goliards de Paris. Musique instrumentale et vocale du XIIe au XIVe siècle. Ensemble Anonymus. Claude Bernatchez, dir. Analekta "Fleur de Lys" FLX 2 3056.
- 1999 - [ANT] French and English instrumental dances in the Middle-Ages. Modo Antiquo. Bettina Hoffmann. Brilliant Classics BRIL 92888.
- 2002 - [DAF] Sur la terre comme au ciel. Un jardin au Moyen-Âge. Discantus y Alla Francesca. Jade (Universal) 198 796-2.
- 2002 - [KIN] Fundamentum. The Birth of Keyboard Repertoire. Robertsbridge, Ileborgh, Paumann. Davis Kinsela. Organ.o ORO 202